# Kareliëcultuur
De Kareliëcultuur (Russisch: Карельская культура) is een archeologische cultuur van jagers en vissers aan de kust van het Onegameer gedurende het neolithicum, de bronstijd en vroege ijzertijd (3e-1e millennium v.Chr.), wijdverbreid in het huidige Karelië.
De cultuur wordt gekenmerkt door grof stenen gereedschap van leisteen en kwarts, lokaal dikwandig aardewerk van het Sperring-type  en kamkeramiek van het type Wolga-Oka.
Aangenomen wordt dat de cultuur ontstond aan het begin van het Holoceen-optimum als gevolg van migratie van dragers van de kamkeramiekcultuur vanuit het centrum van het Russisch Laagland.
In de vroege periode (3e millennium v.Chr.) gebruikte men ruwe leistenen bijlen, kwartsgereedschap, en dikwandig vaatwerk, ook wel Sperring-aardewerk genoemd naar het gebied in Finland waar het werd gevonden.
In de middelste periode (2e millennium v.Chr.) werd dunwandig aardewerk met asbestmengsels in de klei gebruikt; kamkeramiek van het type Wolga-Oka was wijdverbreid. 
In de late periode (1e millennium v.Chr.) verschenen koper- en bronsproducten, vanaf de 4e - 3e  eeuw v.Chr. begon men ijzer te verwerken en  zich bezig te houden met landbouw en veeteelt. 
De petrogliefen van het Onegameer en de Witte Zee worden meest geassocieerd met de Kareliëcultuur.
Er wordt aangenomen dat de eerste dragers van de Karelische cultuur de voorouders waren van de Samen, die later fuseerden met de Oostzee-Finse stammen uit het zuiden en zuidwesten.